# ليه بيلانج
ليه بيلانج (بالفرنسية: Les Billanges)‏ هي بلدية في مقاطعة فيين العليا في منطقة أقطانية الجديدة غرب فرنسا.